# Gregers Matsson (Lillie)
Gregers Mattson (Lillie), död 24 mars 1494, var en svensk frälseman, riddare, riksråd och lagman i Västmanland och Uppland. Han tillhörde en gammal frälseätt, möjligen härstammande från Sune Sik, som förde en lilja i sitt vapen. Gregers lyckades under de många maktskiften som skedde under hans levnad ständigt hålla sig väl med de nya makthavarna, och var under Sten Sture den äldre en av två som suttit i riksrådet ända sedan kung Karls tid.

## Biografi
Gregers var son till Matts Ödgislason (Lillie) och Ingeborg Gregersdotter (Aspenäsätten). Han nämns första gången 1440 och blev slagen till riddare vid Kristoffer av Bayerns kröning 1441. Han var säkerligen hövitsman på Raseborg 1450-1452, men troligen redan så tidigt som 1446. Någon gång efter oktober 1447 gifte han sig med Anna Johansdotter (Gädda). När Karl Knutsson (Bonde) utnämndes till svensk kung 1450 blev Gregers riksråd.
Anna Johansdotter dog någon gång före mars 1455, och i juni det året gifte han om sig med Ramborg Gustavsdotter (Sparre av Hjulsta och Ängsö). Samma år omnämns han som hövitsman på Rumlaborg utanför Jönköping, men året efter hade han förlorat posten. När kung Karl flydde till Danzig 1457 behöll Gregers sin riksrådsplats, och det första brev som den nye riksföreståndaren och ärkebiskopen Jöns Bengtsson (Oxenstierna) utfärdade tilldelade Gregers förläningar i Södermanland. Detta kan troligen delvis förklaras av hans svågerskap med Ivar Axelsson (Tott). När kung Kristian I fängslade ärkebiskop Jöns 1463 gav Gregers sitt samtycke.
Åren 1466 och 1467 stod Gregers på svågern Ivars sida i striderna mot ärkebiskopen. När efter stridernas slut Karl Knutsson åter skulle erbjudas den svenska kungakronan var Gregers tillsammans med svärfaderns bror Fader Ulvsson (Sparre) den främsta av de fem medlemmar av riksrådet som skulle meddela den nygamle kungen detta. Efter att Karl avlidit tog Gregers Sten Sture den äldres parti mot Kristian I. År 1474 verkar han ha gjort en resa till Ryssland, känd endast genom hans räkenskapsbok. Han deltog i flera av de möten med danska företrädare som hölls de kommande åren, liksom Sten Stures resor till Finland. Senast i november 1478 utnämndes han till lagman i Västmanland och Dalarna, och i 1490 till detsamma i Uppland. Efter att Sten Sture vänt sig mot Ivar Axelsson fick Gregers överta svågerns tidigare förläning Stegeborg år 1487, vad det verkar ovilligt.
Gregers Mattson begravdes likt sin far i Riddarholmskyrkan.

### Egendom
Gregers Matsson ägde Tyresö slott i Tyresö socken, som han ärvde efter sin mormor.

### Familj
Gregers Matsson gifte sig första gången med Anna Johansdotter (Gädda), dotter av riddaren och riksrådet Johan Gädda och Catharina Bengtsdotter (Königsmark). De fick tillsammans dottern Brita Gregersdotter (död före 1504) som var gift med riddaren, riksrådet och lagmannen Åke Jönsson (Svarte skåning) i Södermanland.
Gregers Matsson gifte sig andra gången efter 12 juni 1455 med Ramborg Gustavsdotter (Sparre av Hjulsta och Ängsö), dotter av riddaren och riksrådet Gustaf Ulfsson (Sparre av Hjulsta och Ängsö) och Christina Folkesdotter. De fick tillsammans barnen Marina Gregersdotter, biskopen Mattias Gregersson (Lillie) (död 1520) i Strängnäs stift, riddaren och riksrådet Bengt Gregersson (Lillie) (1455–1501) och riddaren och riksrådet Folke Gregersson (Lillie) (död 1507).

## Ätten Lillie af Greger Mattssons ätt
1625 introducerades ätten Lillie af Greger Mattssons ätt på Riddarhuset. Man tog då ett tillägg till namnet (för att särskilja från andra Lillie-ätter) som angav släktskap med Gregers på grundval av uppgifter som idag betraktas som osannolika eller till och med förfalskade. Detta ledde även till att ätten placerades i riddarklassen. Ätten dog ut 1763.